# Grambin
Grambin ist eine Gemeinde im Landkreis Vorpommern-Greifswald. Sie liegt im Osten Mecklenburg-Vorpommerns (Deutschland) und wird vom Amt Am Stettiner Haff mit Sitz in Eggesin verwaltet.

## Geografie
Der Urlauberort Grambin liegt am Südufer des Stettiner Haffs und am Rande der Ueckermünder Heide. Nahe Grambin mündet die Zarow, die einen Teil der Friedländer Großen Wiese entwässert, in das Haff. Die ehemalige Kreisstadt Ueckermünde ist nur drei Kilometer entfernt.

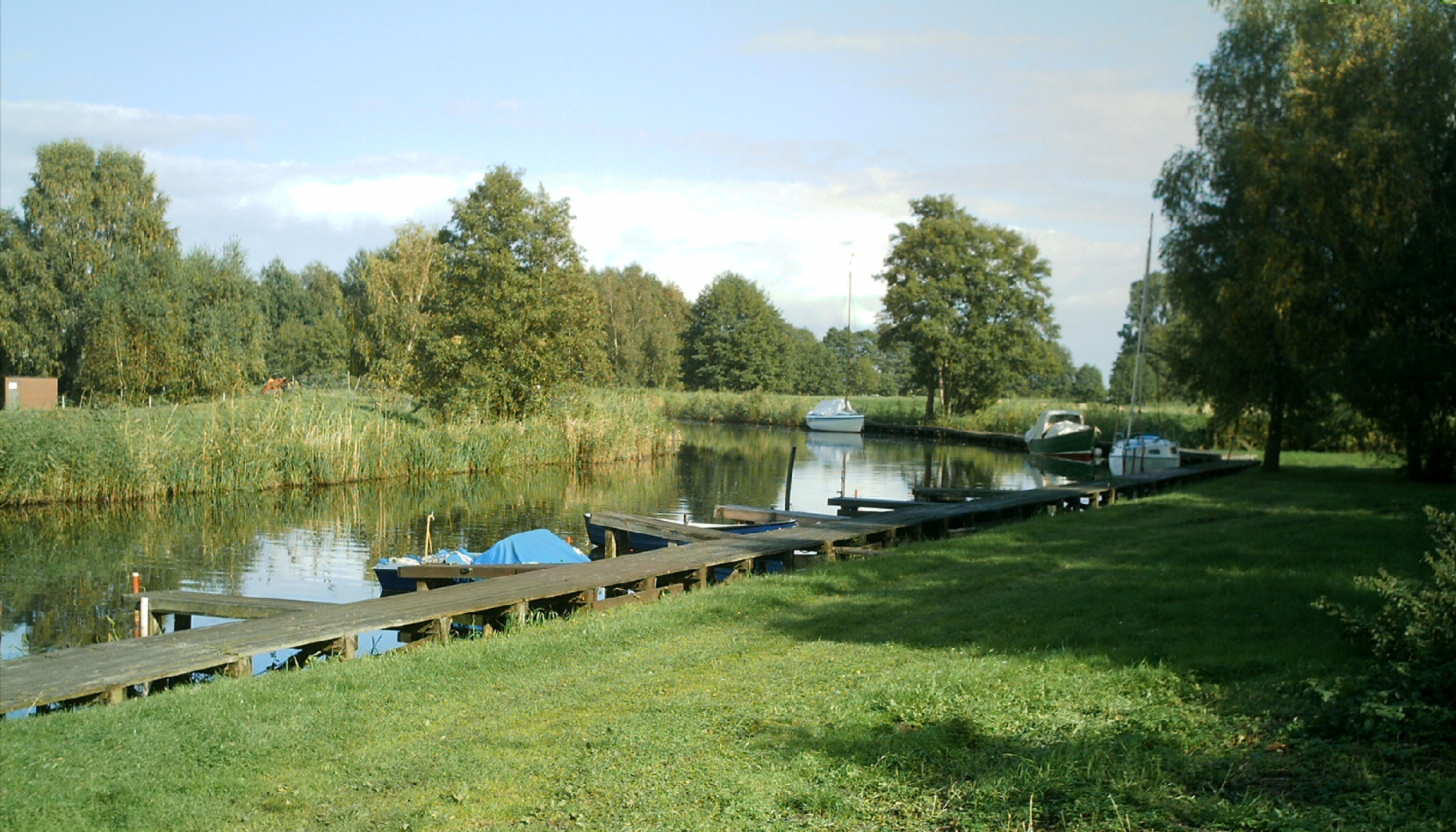
Die Zarow bei Grambin

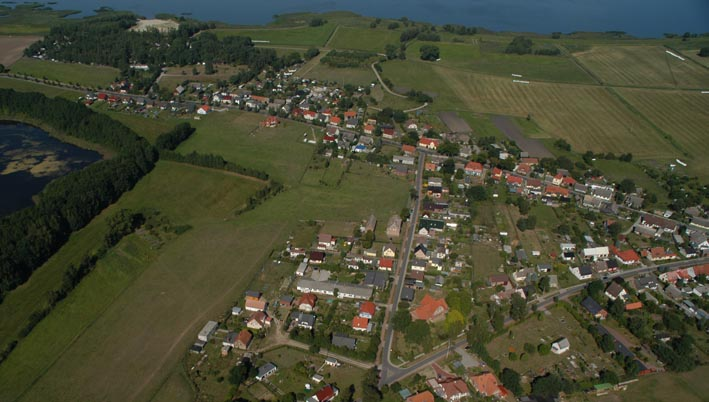
Luftbild (Blickrichtung Nordost)

Die beiden Nachbargemeinden von Grambin sind Ueckermünde im Südosten und Mönkebude im Westen.
Der Tourismus spielt in der Gemeinde eine große Rolle (kommunaler Campingpark, öffentliche Badestelle). Darüber hinaus hat die Umgebung von Grambin für Naturfreunde viel zu bieten: ausgedehnte, wildreiche Waldgebiete, Wiesen und Angelgewässer. Das Gebiet ist durch ein Rad- und Wanderwegenetz gut erschlossen. Im Ort selbst findet man noch über 200 Jahre alte reetgedeckte Fachwerkhäuser.

## Geschichte
Ursprünglich eine wendische Ortsanlage, wurde Grambin 1451 erstmals in einer Urkunde erwähnt.
Der Fischerort wurde 1618 als Grammi in einer pommerschen Landkarte geführt. Von 1648 bis 1720 war Grambin mit dem sogenannten Alt-Vorpommern schwedisch. Nach dem Dreißigjährigen Krieg hatte das Dorf noch zwei Bauernstellen und drei Kossäten.
Ab dem 18. Jahrhundert entstanden an der Haffküste kleinere Werften, Ende des 19. Jahrhunderts gab es auch in Grambin eine Werft. 1777 wurde eine Poststraße von Anklam nach Stettin angelegt, die durch die Gemeinde führte. Die Ortsbewohner hatten hier Handdienste zu verrichten. Über die Zarow wurde um 1900 Holz geflößt. Dieses Holz wurde in Grambin auf Lastkähne verladen. In den 1930er Jahren gab es im Ort mehrere Handwerke, unter anderem Gasthöfe, Fuhrbetriebe, Bäcker, Schneider, Tischler und Fleischer.
Am 1. Juli 1950 wurde Grambin nach Mönkebude eingemeindet und am 1. Januar 1957 wieder eigenständig. Ab 1965 entwickelte sich der Tourismus in der Gemeinde mit der Eröffnung des Campingplatzes.

## Politik

### Gemeindevertretung und Bürgermeister
Der Gemeinderat besteht (inkl. Bürgermeisterin) aus 6 Mitgliedern. Die Wahl zum Gemeinderat am 26. Mai 2019 hatte folgende Ergebnisse:
| Partei/Bewerber          | Prozent | Sitze |
| ------------------------ | ------- | ----- |
| CDU                      | 52,99   | 2     |
| Einzelbewerber Haacker   | 16,88   | 1     |
| Einzelbewerberin Schulz  | 7,66    | 1     |
| Einzelbewerber Schindler | 7,14    | 1     |

Bürgermeisterin der Gemeinde ist Victoria Stein (CDU), sie wurde mit 78,24 % der Stimmen gewählt.

### Wappen, Flagge, Dienstsiegel
Die Gemeinde verfügt über kein amtlich genehmigtes Hoheitszeichen. Als Dienstsiegel wird das kleine Landessiegel mit dem Wappenbild des Landesteils Vorpommern geführt. Es zeigt einen aufgerichteten Greifen mit aufgeworfenem Schweif und der Umschrift „GEMEINDE GRAMBIN * LANDKREIS VORPOMMERN-GREIFSWALD“.

## Sehenswürdigkeiten
- Campingplatz Grambin
- Tal der Zarow

## Verkehrsanbindung
17 Kilometer westlich wird über die L31 Ducherow erreicht. Dort besteht Anschluss an die Bundesstraße 109 (Berlin – Pasewalk – Stralsund). Der nächste Bahnhof liegt vier Kilometer entfernt in Ueckermünde.